# Wilfried Kanon
Serge Wilfried Kanon (Abidjan, 1993. július 6. –) elefántcsontparti válogatott labdarúgó, a Pyramids játékosa.
A elefántcsontparti válogatott tagjaként részt vesz a 2015-ös afrikai nemzetek kupáján.

## Sikerei, díjai
Elefántcsontpart
- Afrikai nemzetek kupája (1): 2015